# Khanbalik

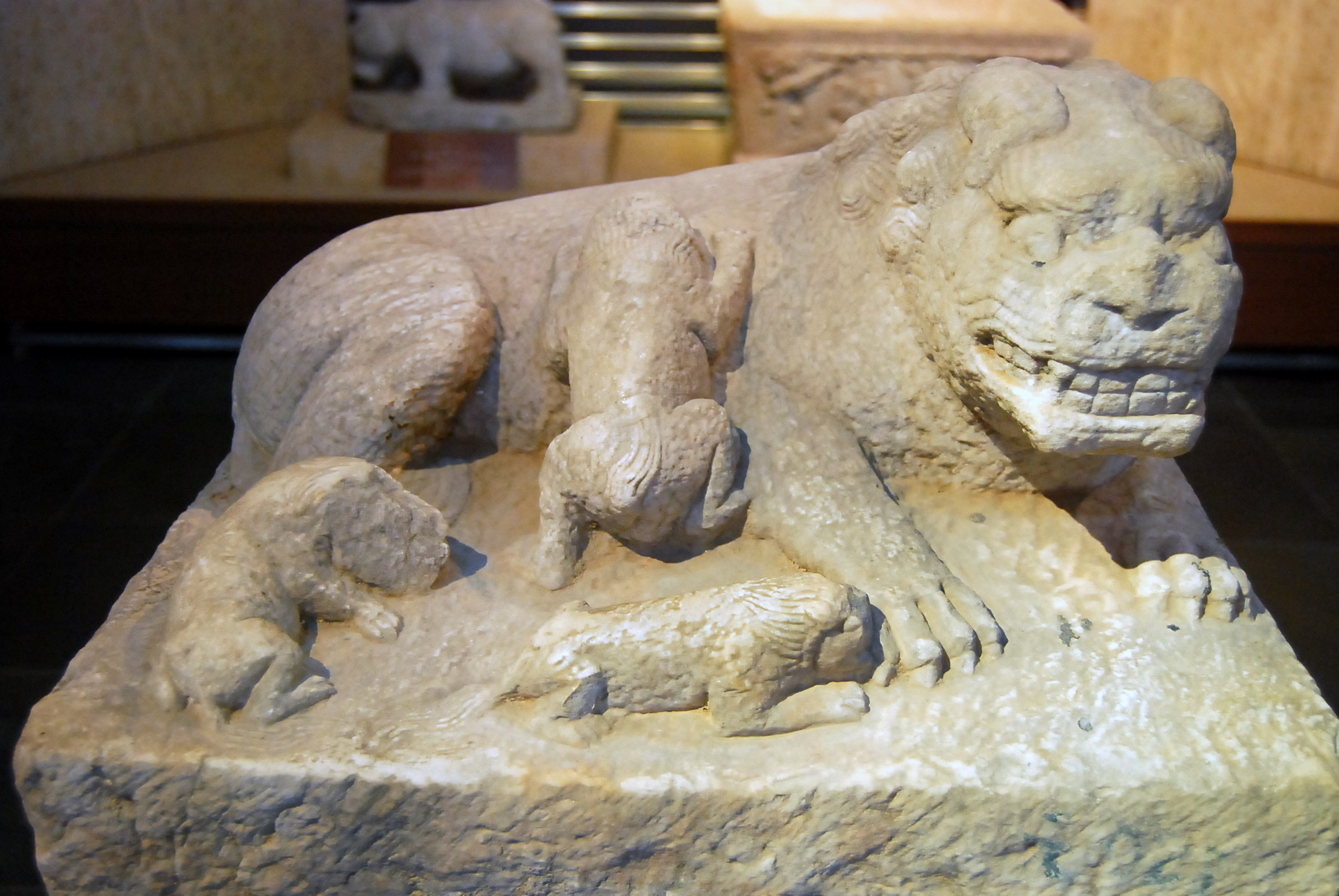
En skulptur av ett stenlejon från Khanbaliks tidigare stadsmur utställd på Pekings museum för stenskulpturkonst.

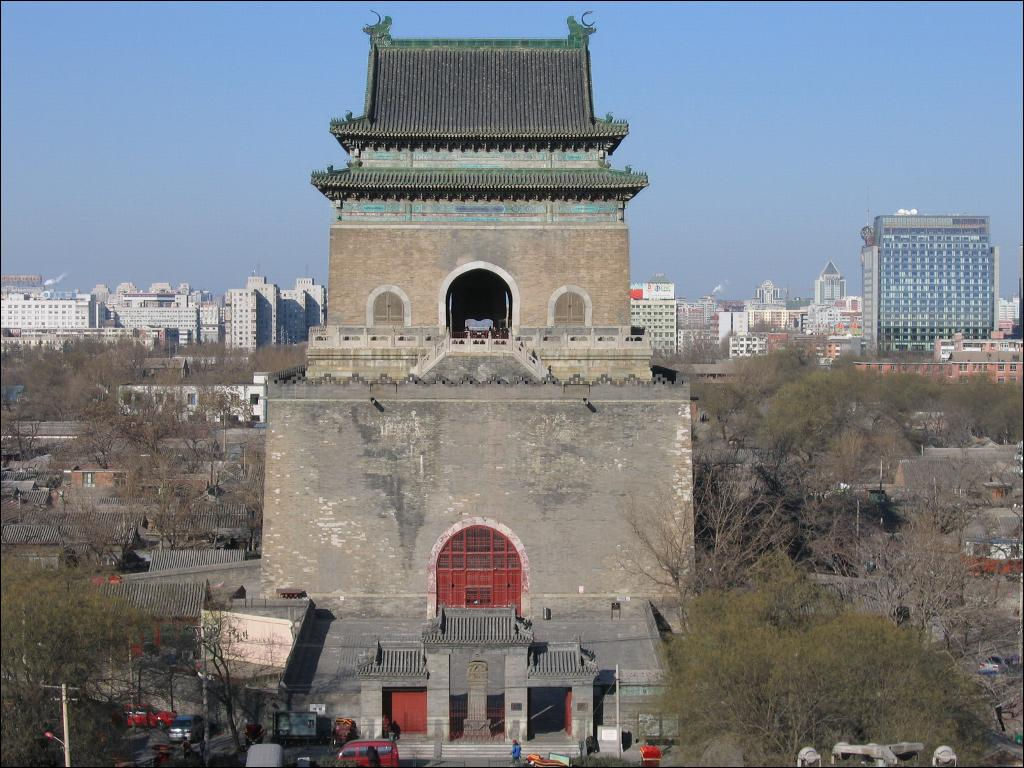
Klocktornet i Peking, som ursprungligen uppfördes 1272 i Khanbalik.

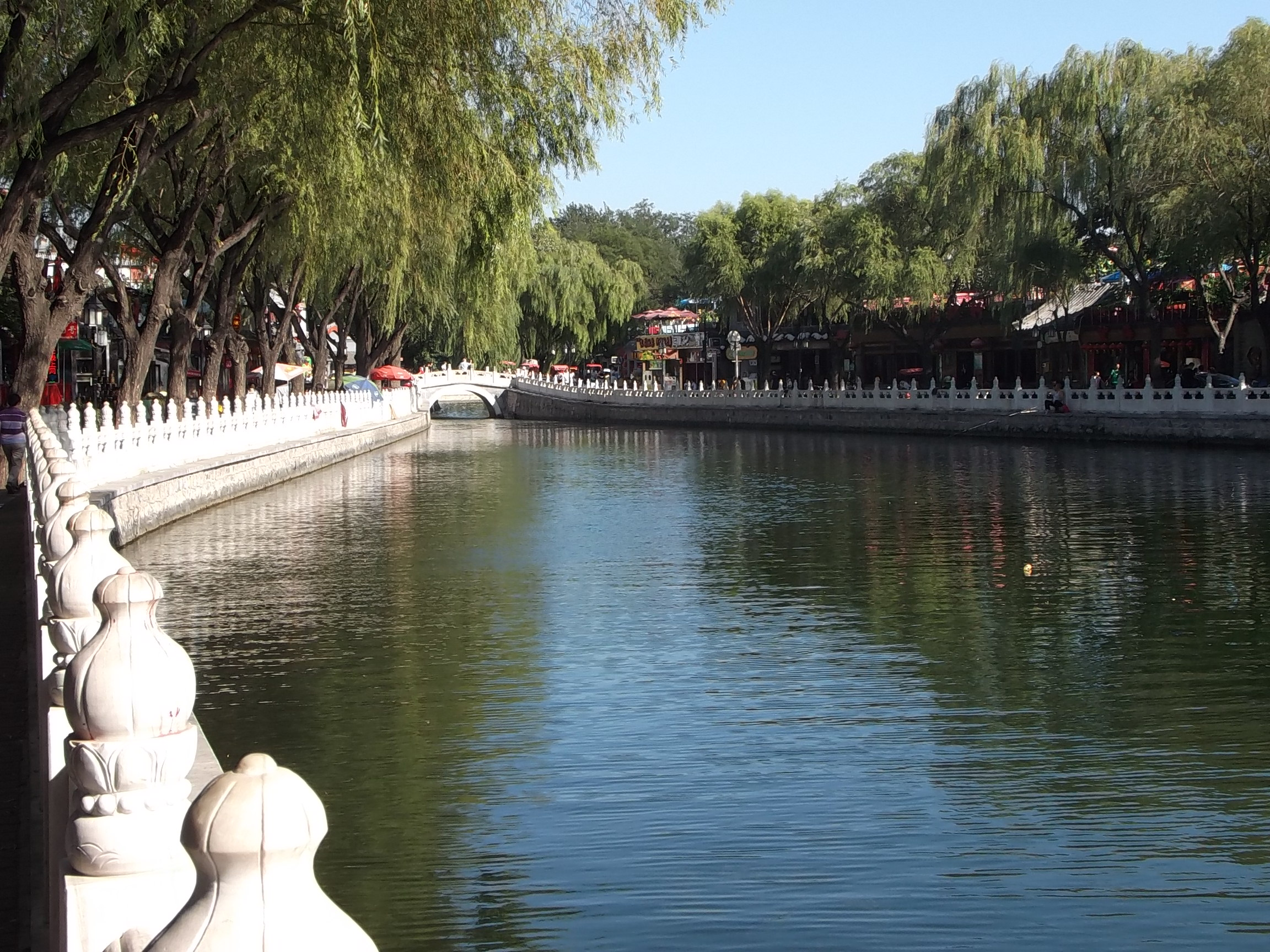
De båda artificiella sjöarna Houhai och Qianhai byggdes i Khanbalik under Yuandynastin.

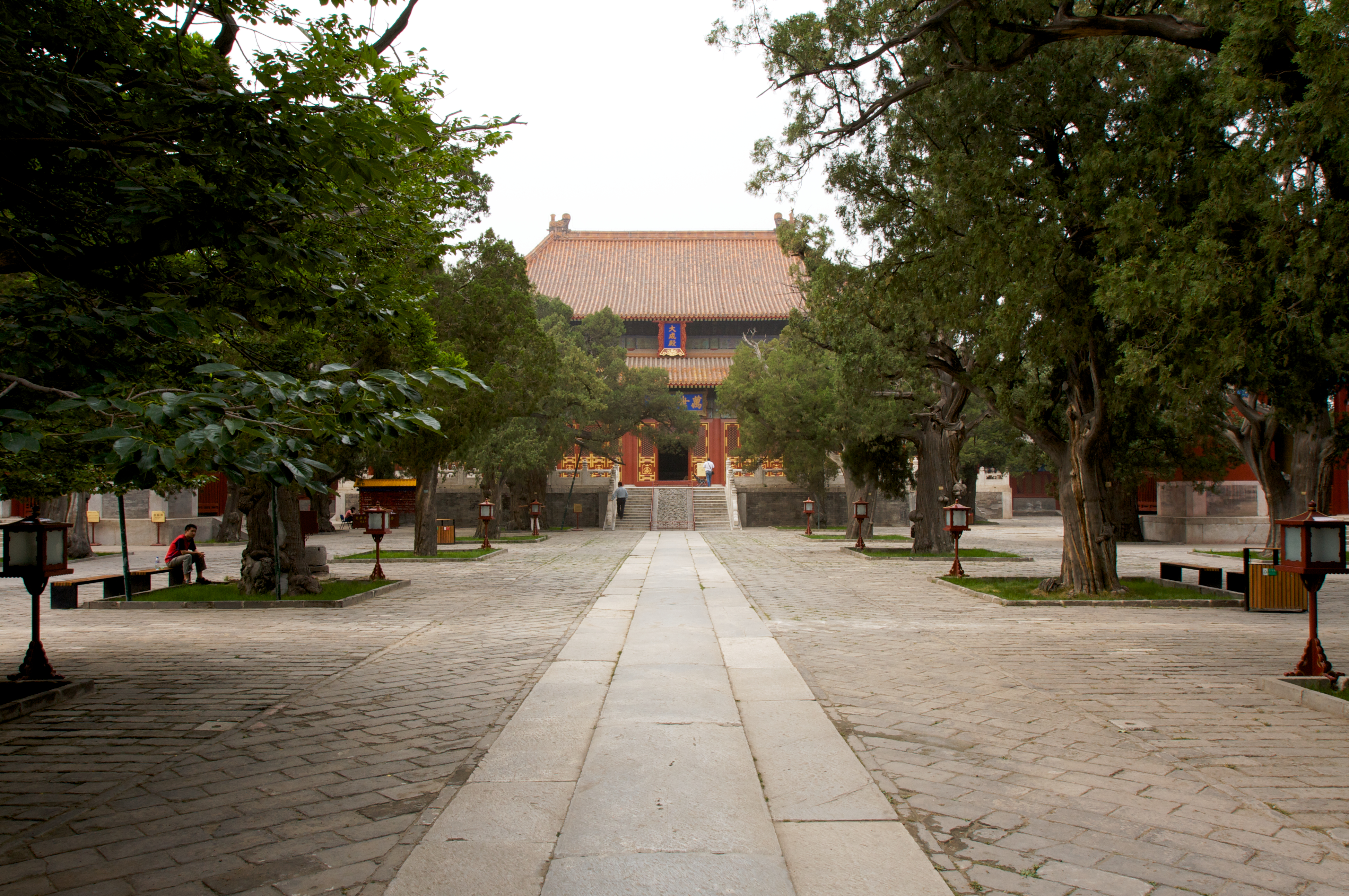
Konfuciustemplet, som uppfördes 1302.

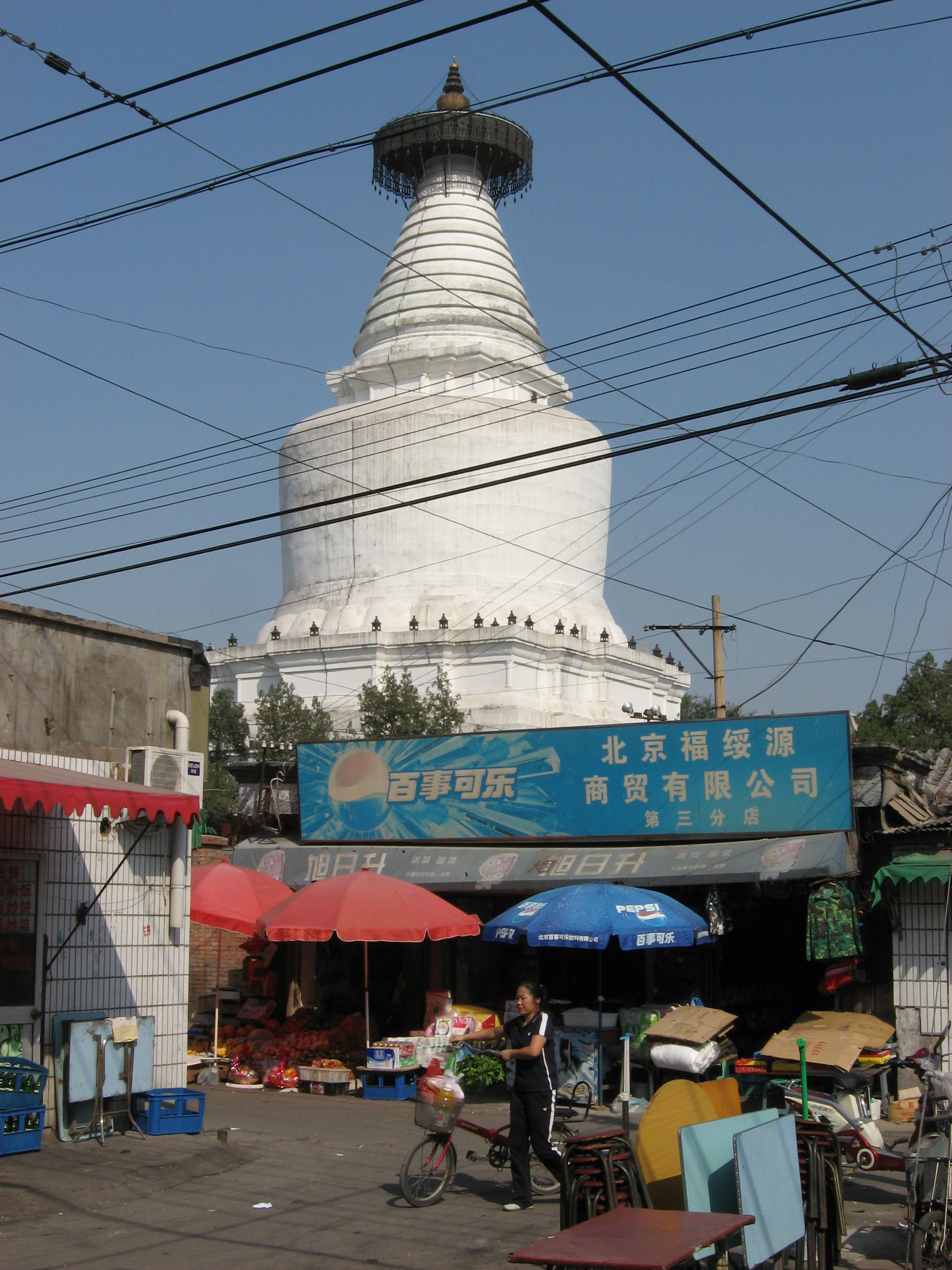
Vita pagoden, som uppfördes 1271.

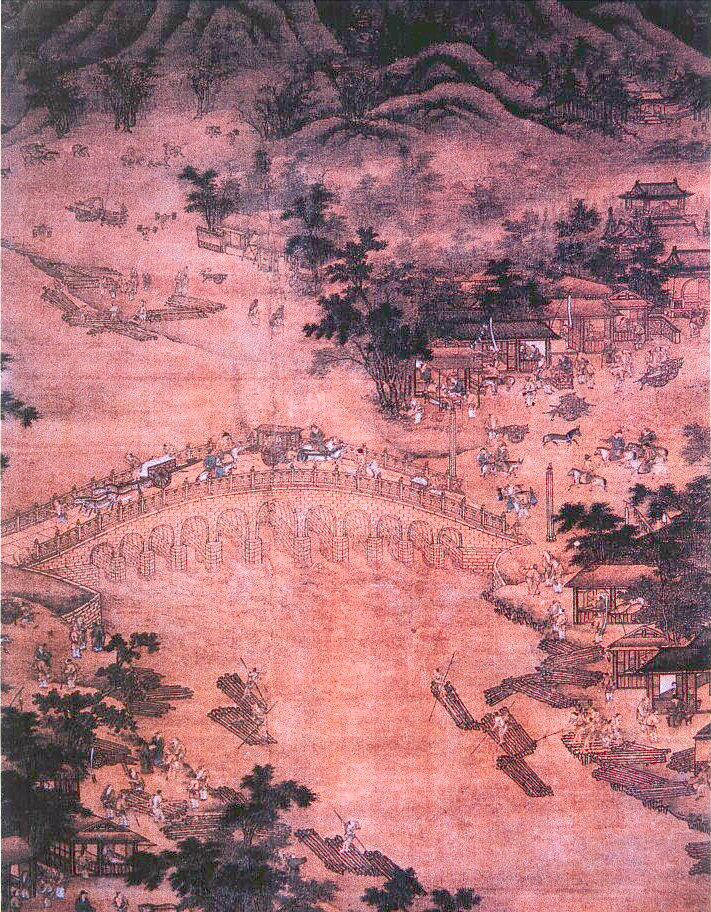
Målning föreställande när Khubilai khan 1266 passerar Marco Polo-bron på väg mot uppförandet av det blivande Khanbalik.

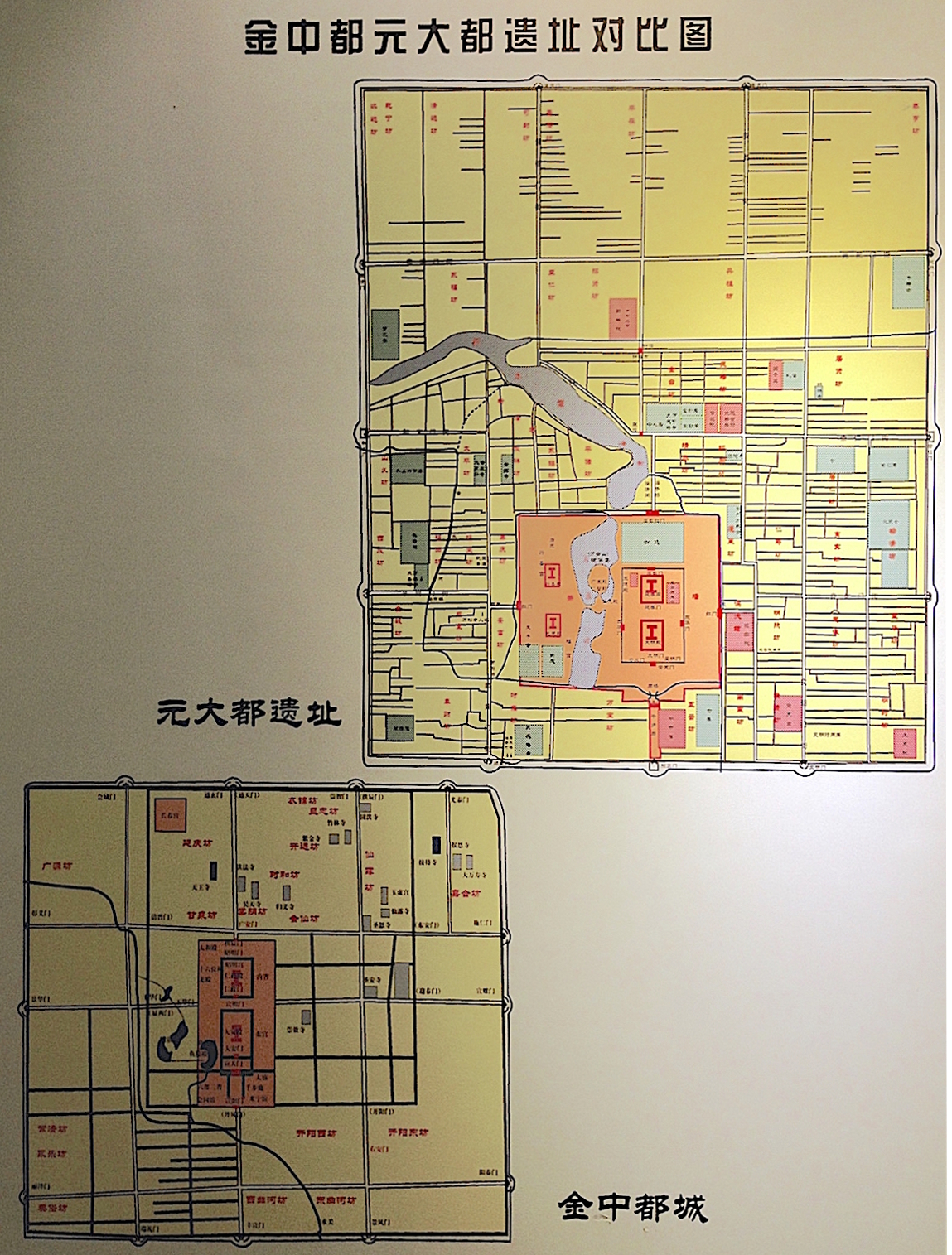
Khanbaliks läge (uppe till höger) jämfört med den tidigare Jindynastins huvudstad Zhongdu (nere till vänster).

Khanbalik eller Dadu (大都; Dàdū) var den mongol-kinesiska Yuandynastins huvudstad från 1271 till 1368 och kom att utgöra grunden för dagens Peking. Marco Polo tillbringade en stor del av sin tid i Kina (1275–1292) i Khanbalik och har beskrivit staden detaljerat. Många av dagens hutonger i Peking har sitt ursprung i Khanbalik, liksom även Trum- och klocktornen, Konfuciustemplet och Houhaisjön.

## Namn
I februari 1272 fick staden sitt officiella, kinesiska namn Dadu, som betyder "stor huvudstad". Det informella namnet på mongol-turkiska är Khan-Balikh som betyder "khanens stad", och detta namn har transkriberats till många olika varianter såsom Khanbalik, Khanbaliq, Kambalu, Khanbalig och Cambuluc.

## Historia
År 1264 beslutade Khubilai khan att göra platsen för dagens Peking till mongolväldets och Yuandynastins nya huvudstad, och 1266 (alternativt 1267) beordrade han uppförandet. Resterna efter den tidigare Jindynastins huvudstad Zhongdu som låg sydväst om dagen Himmelska fridens torg och som Djingis khan förstörde 1215 vid Slaget om Zhongdu låg fortfarande till betydande del i ruiner när Khubilai khan påbörjade uppbyggnaden av sin nya huvudstad vid platsen för dagens Peking. Den nya staden byggdes nordost om Jindynastins förstörda stad vid den övergivna Beihai-parken. En betydande anledning till att staden flyttades mot nordost, var vattenförsörjningen. Zhongdu, som tog sitt vatten från Lianhuachisjön, hade stora problem med tillgången på vatten. Den nya staden tog sitt vatten från Beihaisjön som var resursstarkare. Det installerades även en vattenförsörjningskedja från Changping norr om staden ner till Kunmingsjön (vid dagens Sommarpalats) och vidare in till stadscentrum där konstgjorda sjöar som Houhai och Qianhai uppfördes. Det byggdes även ett underjordiskt dränagesystem.
I augusti 1267 påbörjades byggnationen av staden. Första året uppfördes stadsmuren, vilken byggdes av packad jord och var 10 meter hög med en omkrets på 28 km och med 11 portar. Från och med mars 1271 började infrastrukturen med öst-västliga och nord-sydliga gator byggas. År 1274 var palatset färdigt, och det uppfördes öster om Beihaiparken. Palatset omringades av en 10 meter hög mur. Palatsets centrala byggnad hade plats för 6 000 middagsgäster. Uppbyggnaden av staden pågick fram till 1293 då Tonghuikanalen hade kopplats samman med Stora kanalen. År 1302 uppfördes Konfuciustemplet av Temür khan.
I slutet av Khubilai khans regeringstid (1260–1294) hade Khanbalik 100 000 hushåll och ungefär 500 000 invånare. År 1327 var folkmängden uppe i 952 000. Från 1271 (alternativt 1272) var Dadu (Khanbalik) officiellt Yuandynastins huvudstad.
Den 14 september 1368 intog Mingdynastins general Xu Da Khanbalik. Redan fem dagar tidigare hade Yuandynastins sista kejsare Toghon Temür lämnat sitt palats och flytt till Xanadu (vid dagens  Zhenglan i Inre Mongoliet). Därmed hade Yuandynastin fallit, och Mingdynastin grundades samma år – 1368.
Åren 1417 till 1421 byggde Mingdynastin staden Peking på grunden av Khanbalik. Palatset (Förbjudna staden) byggdes ny från grunden ovanpå mongolernas palats, men många av avenyerna och hutongerna från Khanbalik återanvändes. Östra och västra stadsmuren återanvändes. De fyra konstgjorda sjöarna Zhongnanhai, Beihai, Qianhai och Houhai sparades också.

## Stadslayout
Stadsarkitekter för uppförandet var araben Ikhtiyar al-Din och kinesen Liu Bingzhong, som också hade ansvarat för utformningen av sommarresidenset Xanadu. Staden uppfördes i traditionell kinesisk stil med tre zoner innanför varandra: Palatsstaden, inre staden och yttre staden som till exempel Tangdynastins huvudstad Chang'an.
Staden byggdes upp av ett rutnät av långsmala rektangulära kvarter. I öst-västlig riktning drogs vanligen mer än 700 meter långa hutonger som placerades med en intervall av cirka 70 meter. Dessa hutonger var huvudsakligen avsedda för bostäder. Det fanns också en grupp hutonger som var cirka 200 meter långa. Staden var uppdelad i 50 distrikt. Hutongerna bands samman med gator i nord-sydlig riktning; hutonger som huvudsakligen var kommersiella. Mitt i staden placerades de två trum- och klocktornen.
Khanbaliks stadsmur var 6,6 km lång i öst- västlig riktning och sträckte sig 7,4 km från norr till söder. I norra delen fanns två portar, och de övriga sidorna hade tre portar vardera. Det fanns tre lite större marknadsplatser i Khanbalik, och de låg vid Dongsi, Xisi och Jishuitan (vid Trumtornen). En stor del av varorna till marknaderna anlände längs Tonghuifloden från öster.
Khanbaliks södra stadsmur följde dagens Chang'anavenyn som skär staden i öst-västlig riktning alldeles norr om Himmelska fridens torg. Stadens östra och västra stadsmurar följde östra och västra sidan av Andra ringvägen, vilket även den senare Mingdynastins stadsmur gjorde. Norra delen av stadsmuren följde gatan Tuchenglu (土城路) söder om Olympiaparken.

## Marco Polos beskrivning av Khanbalik
Under Marco Polos tid i Kina (1275–1292) var Khanbalik nyligen grundat, och han ger en detaljerad bild av staden i sin reseberättelse Marco Polos resor. Marco Polos berättelser om Khanbalik är en viktig referens för historiker om Khanbaliks utformning. Marco Polo beskriver staden och dess layout. Han berättar också om Khubilai khans extremt stora och vackra palats. Stadsmuren beskrivs som helt vit med en omkrets på 24 mile. (En italiensk mile är ca 1 500 meter.) Han berättar om det rätvinkliga och raka vägnätet i Khanbalik, och om klocktornet mitt i staden. Han berättar att det fanns en konstgjord kulle norr om palatset (likt Jingshanparken).
| ”                                                  | [...] Den stora hallens och rummens väggar är utsirade med drakar i förgyllt snideri, krigarfigurer, fåglar, fyrfota djur och stridsscener. Den inre eller undre sidan av det långt framspringande taket är så rikt smyckat att ögat ingenting upptäcker utom förgyllning och målning. På var och en av palatsets fyra sidor är en stor fritrappa med marmortrappsteg. På dessa stiger man upp till marmormuren som omger byggnaden, och de lämnar även tillträde till palatset självt. [...] | „ |
| – Marco Polo om Khubilai khans palats i Khanbalik. | |   |

## Khanbalik i dag
Norra delen av Khanbaliks stadsmur är fortfarande fullt synlig och kan besökas vid Yuandynastins stadsmurspark vid gatan Tuchenglu (土城路) söder om Olympiaparken. ("Tucheng" betyder just "jordmur") Även stora delar av stadsmurens vallgrav finns kvar. Mitt i Peking finns även Trum- och klocktornen som ursprungligen byggdes 1272 i samband med Khanbalik uppförande. I västra delen av centrala Peking står den välbevarade Vita pagoden som uppfördes 1271. Konfuciustemplet från 1302 är efter några utbyggnader fortfarande i gott skick. Av palatset i Khanbalik finns nästan inga spår i dag eftersom Förbjudna staden är byggd rakt över det tidigare palatset. En inte obetydlig del av Pekings centrala och historiska hutonger är från Khanbaliks stadslayout. En av de äldsta hutongerna i Peking är Zhuanta (砖塔胡同) som uppfördes under Yuandynastin. De artificiella sjöarna kring Shichahai såsom Houhai och Qianhai som uppfördes till Khanbalik är i dag nöjesdistrikt kantade av historisk arkitektur.